# Phoebe longepetiolata
Phoebe longepetiolata är en lagerväxtart som beskrevs av André Joseph Guillaume Henri Kostermans. Phoebe longepetiolata ingår i släktet Phoebe och familjen lagerväxter. Inga underarter finns listade i Catalogue of Life.